# Rue McClanahan
Rue McClanahan (Healdton, Oklahoma, Estados Unidos; 21 de febrero de 1934 - Nueva York, Nueva York, Estados Unidos; 3 de junio de 2010) fue una actriz estadounidense.

## Biografía
De ascendencia irlandesa e india nativa americana, creció en Ardmore, Oklahoma; se graduó en el Ardmore High School en 1952. En la Universidad de Tulsa, cursó estudios de alemán y de teatro. Comenzó a actuar sobre los escenarios en Nueva York en 1957, pero su popularidad se vio acrecentada al interpretar el papel de Caroline Johnson en la serie de televisión Another World entre julio de 1970 y septiembre de 1971. Posteriormente participó en Mama's Family dando vida a la Fran Crowley. Seguidamente, en la serie Maude, (1972-1978), dio vida al personaje de Vivian Harmon, la mejor amiga de la protagonista, interpretada por Beatrice Arthur. 
Sin embargo, el papel que le dio relevancia mundial fue el de la casquivana Blanche Devereaux en la popularísima serie Las chicas de oro, que interpretó entre 1985 y 1992 y que le valió un Premio Emmy, además de otras tres nominaciones.
Entre 1992 y 1993, participó, junto a Betty White y Estelle Getty en The Golden Palace, un spin-off fallido de Las chicas de oro.
En 1995 participó, junto a Connie Sellecca en la película A Holiday To Remember, en la que interpretó a Ms. Leona, la tía del protagonista, Clay Traynor, interpretado por Randy Travis.
En 1997 se publicó su autobiografía, My First Five Husbands.
El 3 de junio de 2010 murió cerca de la una de la madrugada a causa de un derrame cerebral masivo, según consignó su mánager, Barbara Lawrence. Según explicó la representante de la actriz en la revista People, McClanahan había sufrido una apoplejía menor derivada de las complicaciones de una cirugía de bypass, dos semanas antes de su muerte. 

## Trayectoria en televisión
- Another World (1970–1971)
- Where the Heart Is (1969 – 1972)
- Hogan's Goat (1971)
- Maude (1974–1978)
- Mama's Family (1983–1985)
- Se ha escrito un crimen (1985, Episodio 1x18 "El crimen coge el autobús")
- The Golden Girls (1985 – 1992)
- The Man in the Brown Suit (1989)
- The Dreamer of Oz: The L. Frank Baum Story (1991)
- The Golden Palace (1992 – 1993)
- A Saintly Switch (1999)
- King of the Hill (2007)
- Hope & Faith (2005)
- Sordid Lives (2008)

## Filmografía (selección)
- The Rotten Apple (1961)
- Walk the Angry Beach / Hollywood After Dark / The Unholy Choice (1968)
- They Might Be Giants (1971)
- Message from Nam" (1993)
- A Holiday To Remember" (1995)
- Out to Sea (1997)
- Starship Troopers (1997)
- The Fighting Temptations (2003)

## Premios
- 1992: Emmy a mejor reparto de serie cómica o musical por The Golden Girls y The Golden Palace:
  - Beatrice Arthur
  - Betty White
  - Rue McClanahan
  - Estelle Getty